# Apostasioideae
Apostasioideae – podrodzina w obrębie storczykowatych (Orchidaceae). Należy do niej 16–17 gatunków skupionych w dwóch rodzajach. Największe zróżnicowanie osiągają w Azji południowo-wschodniej, a cały zasięg obejmuje obszar od Sri Lanki i Nepalu po wyspy na południu Japonii, Queensland i Nową Gwineę. Podrodzina stanowi klad bazalny w obrębie storczykowatych i należące tu rośliny zachowały wiele pierwotnych cech. Należą do nich: twarda okrywa nasion (brak rozdętej osłonki), sypki pyłek (brak pyłkowin), kwiaty u Apostasia są wyprostowane (nie są przekręcone o 180° jak kwiaty większości storczykowatych). Okwiat jest słabo zróżnicowany – brak warżki. Wszystkie należące tu rośliny są naziemne i osiągają do kilkudziesięciu cm wysokości. Kwiaty są żółte lub białawe, o średnicy poniżej 2 cm. 

## Systematyka
Pozycja systematyczna podrodziny według Angiosperm Phylogeny Website
|  | obuwikowe Cypripedioideae                                                                 |
|  |                                                                                           |
|  | \| \| epidendronowe Epidendroideae \| \| \| \| \| \| storczykowe Orchidoideae \| \| \| \| |
|  |                                                                                           |
|  | epidendronowe Epidendroideae                                                              |
|  |                                                                                           |
|  | storczykowe Orchidoideae                                                                  |
|  |                                                                                           |

|  | epidendronowe Epidendroideae |
|  |                              |
|  | storczykowe Orchidoideae     |
|  |                              |

|  | obuwikowe Cypripedioideae                                                                 |
|  |                                                                                           |
|  | \| \| epidendronowe Epidendroideae \| \| \| \| \| \| storczykowe Orchidoideae \| \| \| \| |
|  |                                                                                           |
|  | epidendronowe Epidendroideae                                                              |
|  |                                                                                           |
|  | storczykowe Orchidoideae                                                                  |
|  |                                                                                           |

|  | epidendronowe Epidendroideae |
|  |                              |
|  | storczykowe Orchidoideae     |
|  |                              |

|  | obuwikowe Cypripedioideae                                                                 |
|  |                                                                                           |
|  | \| \| epidendronowe Epidendroideae \| \| \| \| \| \| storczykowe Orchidoideae \| \| \| \| |
|  |                                                                                           |
|  | epidendronowe Epidendroideae                                                              |
|  |                                                                                           |
|  | storczykowe Orchidoideae                                                                  |
|  |                                                                                           |

|  | epidendronowe Epidendroideae |
|  |                              |
|  | storczykowe Orchidoideae     |
|  |                              |

|  | obuwikowe Cypripedioideae                                                                 |
|  |                                                                                           |
|  | \| \| epidendronowe Epidendroideae \| \| \| \| \| \| storczykowe Orchidoideae \| \| \| \| |
|  |                                                                                           |
|  | epidendronowe Epidendroideae                                                              |
|  |                                                                                           |
|  | storczykowe Orchidoideae                                                                  |
|  |                                                                                           |

|  | epidendronowe Epidendroideae |
|  |                              |
|  | storczykowe Orchidoideae     |
|  |                              |

Podział systematyczny
Do podrodziny należą dwa rodzaje:
- Apostasia Blume
- Neuwiedia Blume